# Bituminaria bituminosa
Bituminaria bituminosa là loài thảo mộc thuộc chi Bituminaria.
Các hoạt chất bitucarpin A và B đã được phân tách từ B. bituminosa.

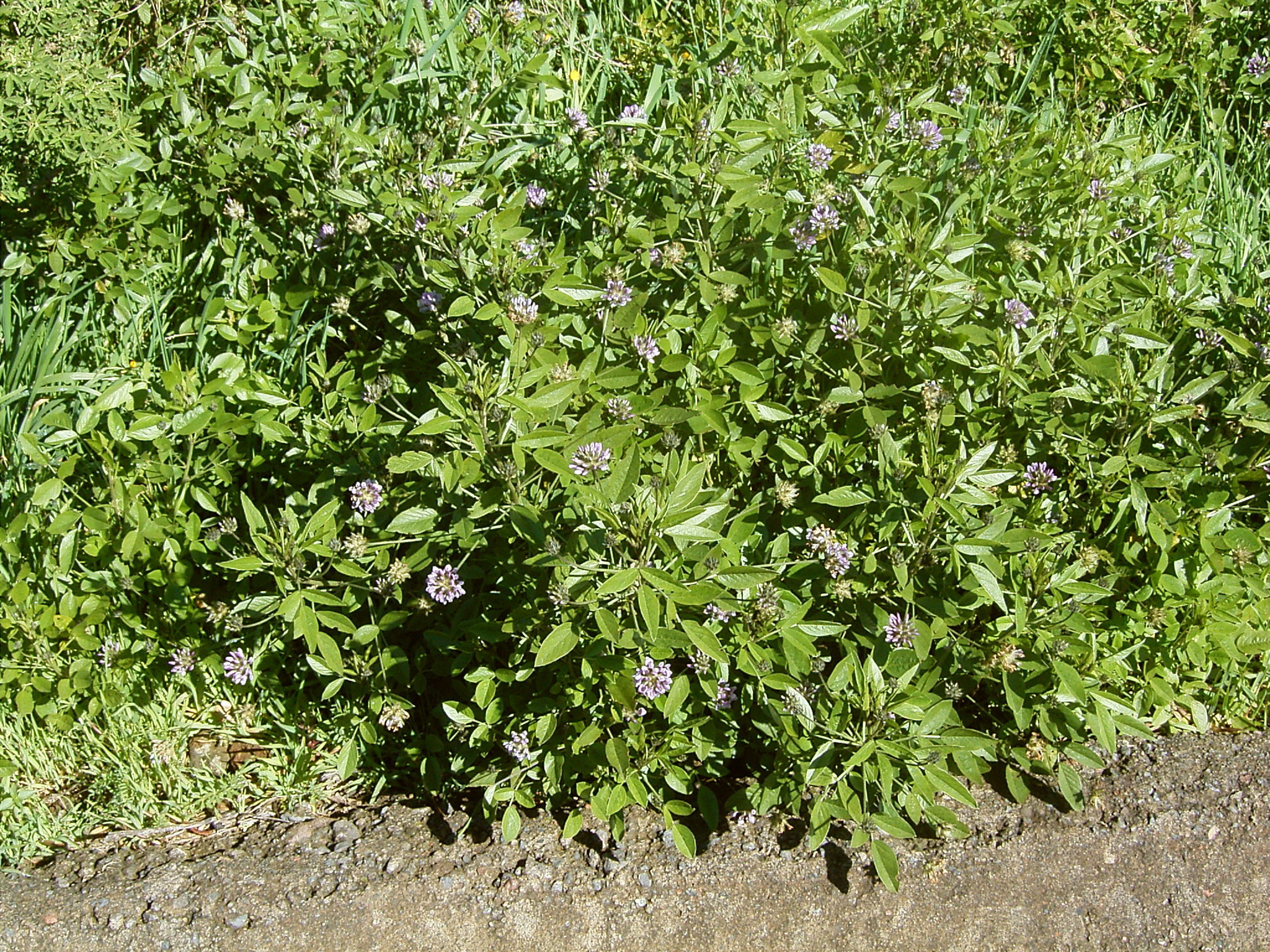
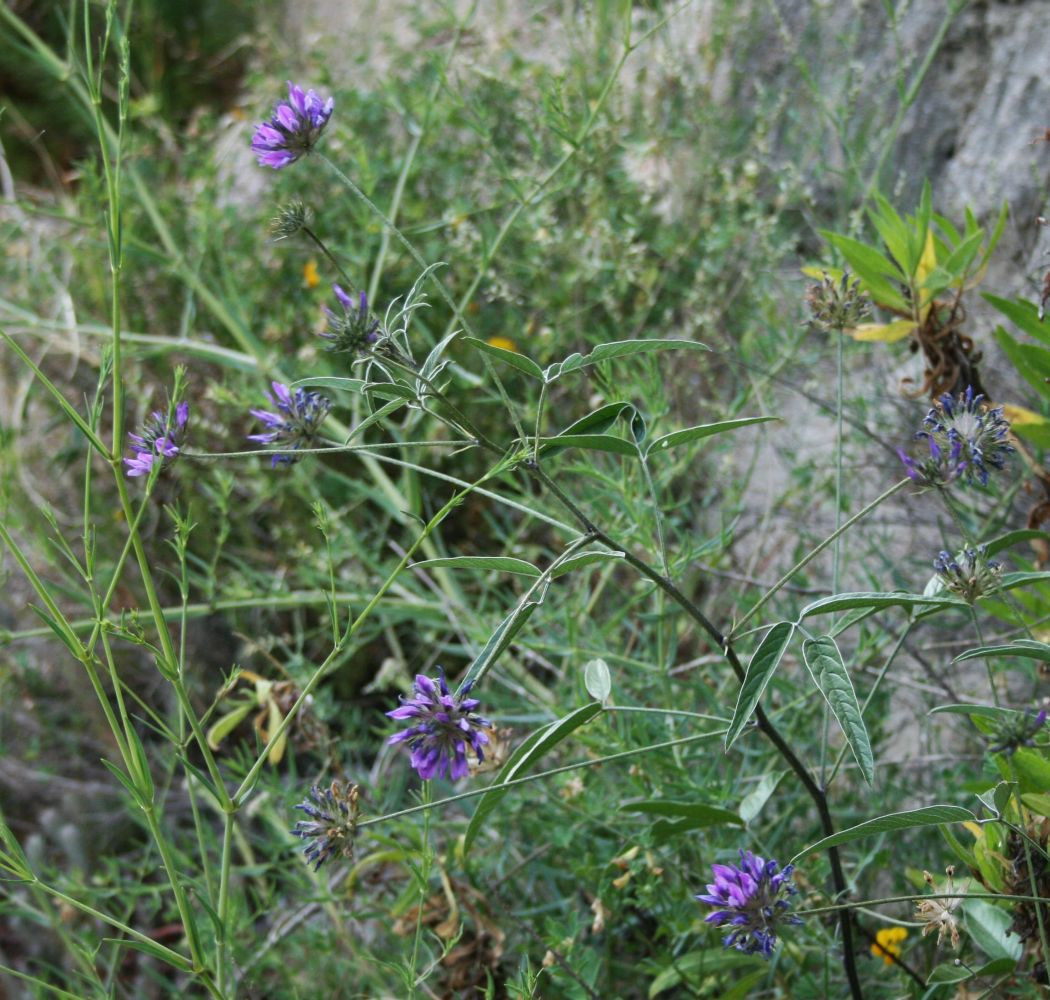
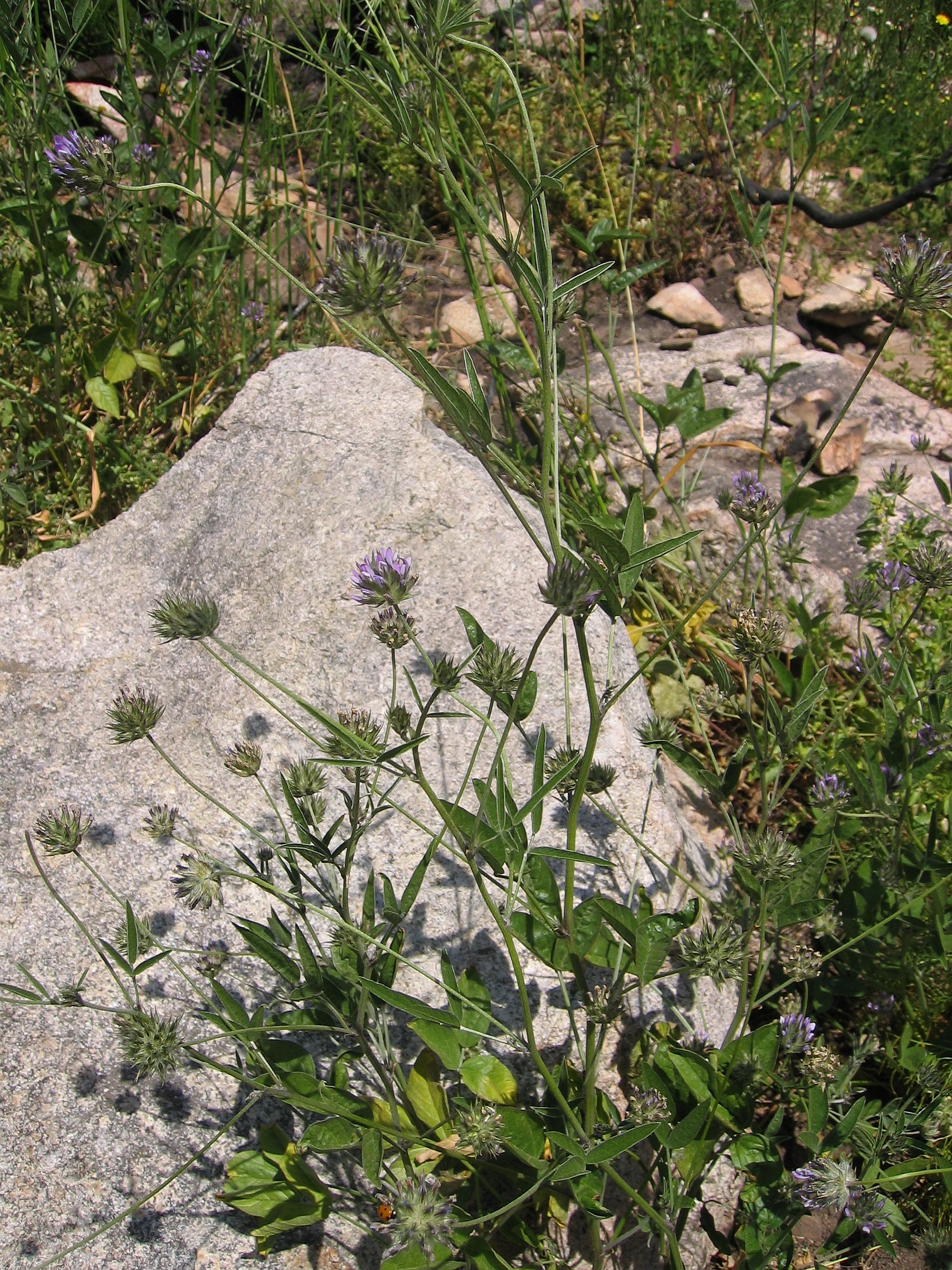
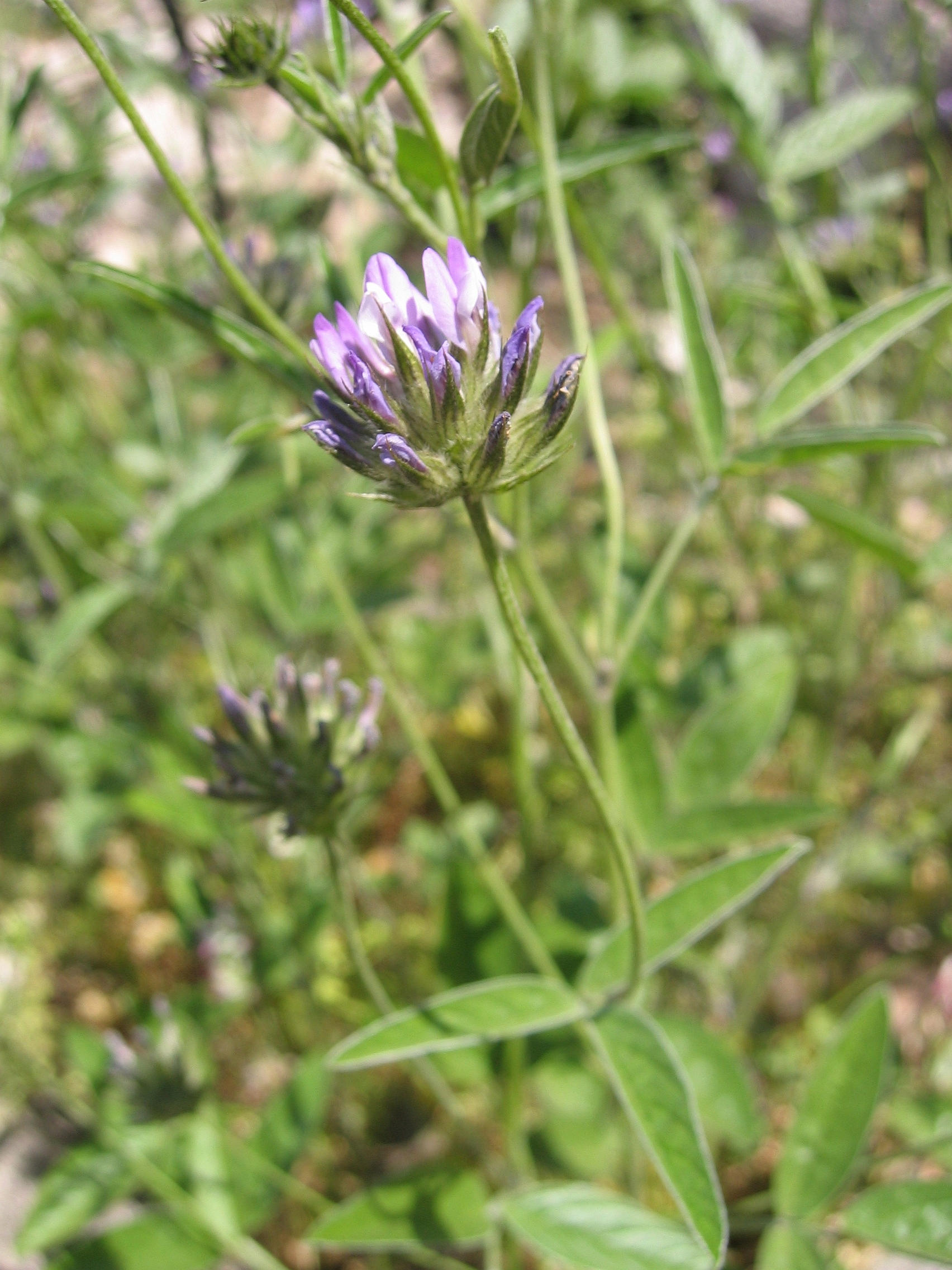
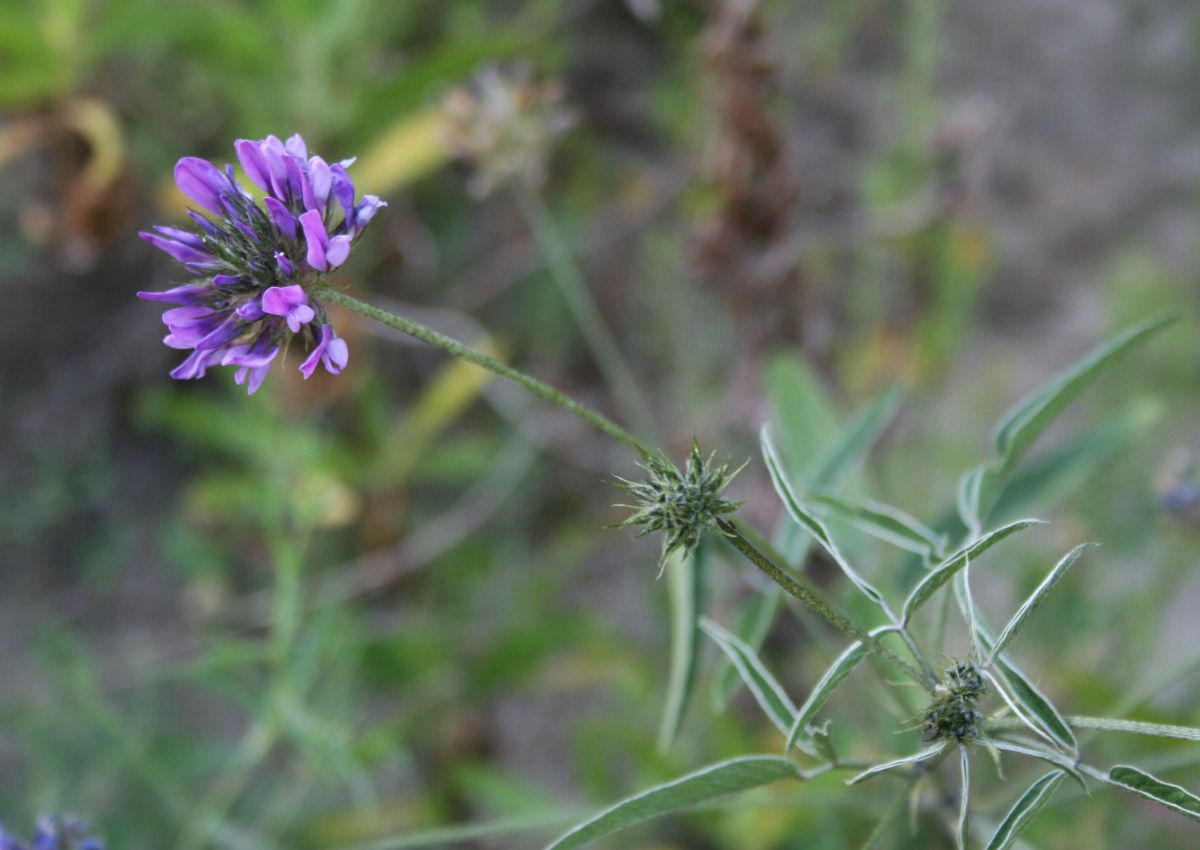
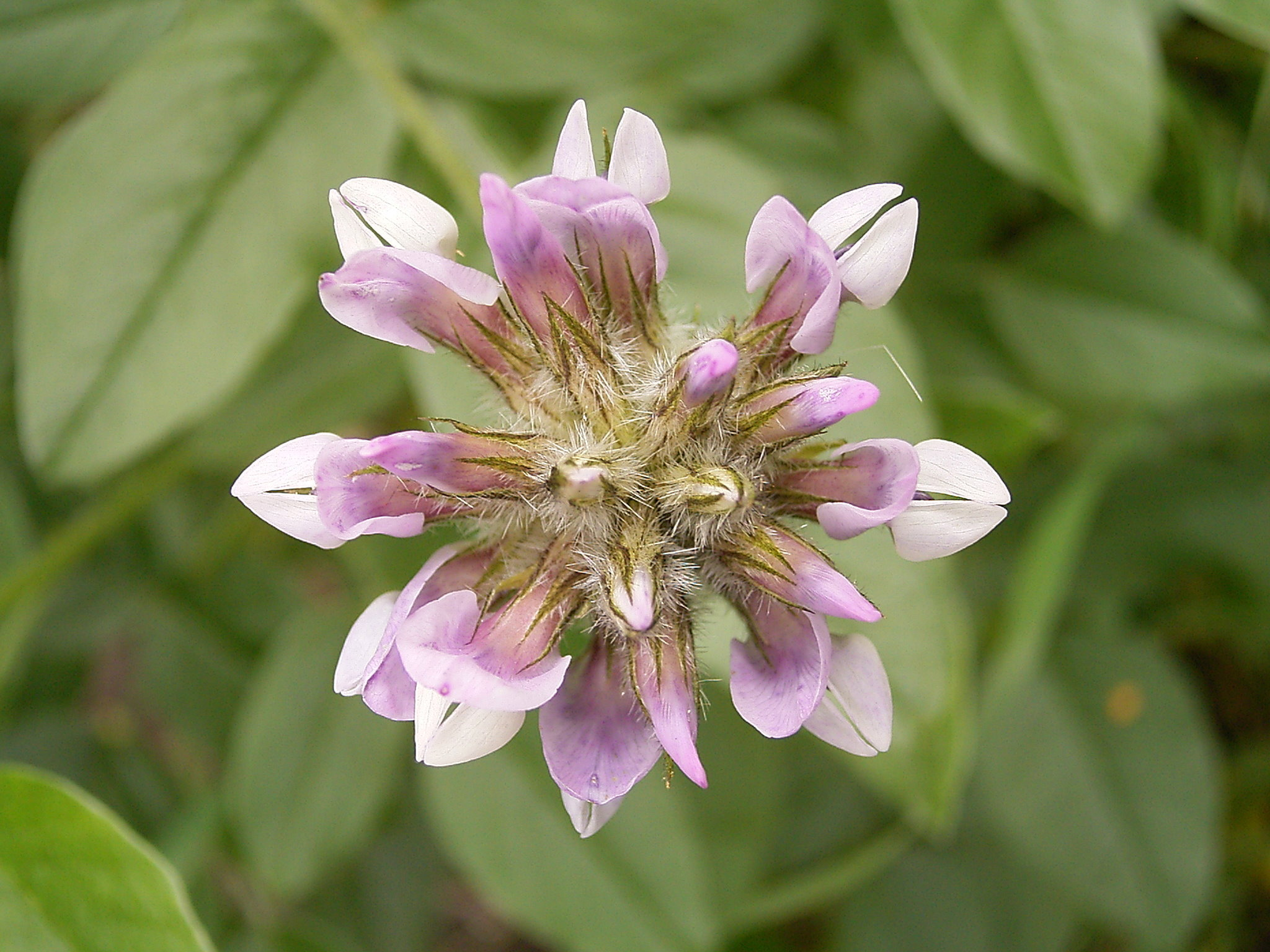
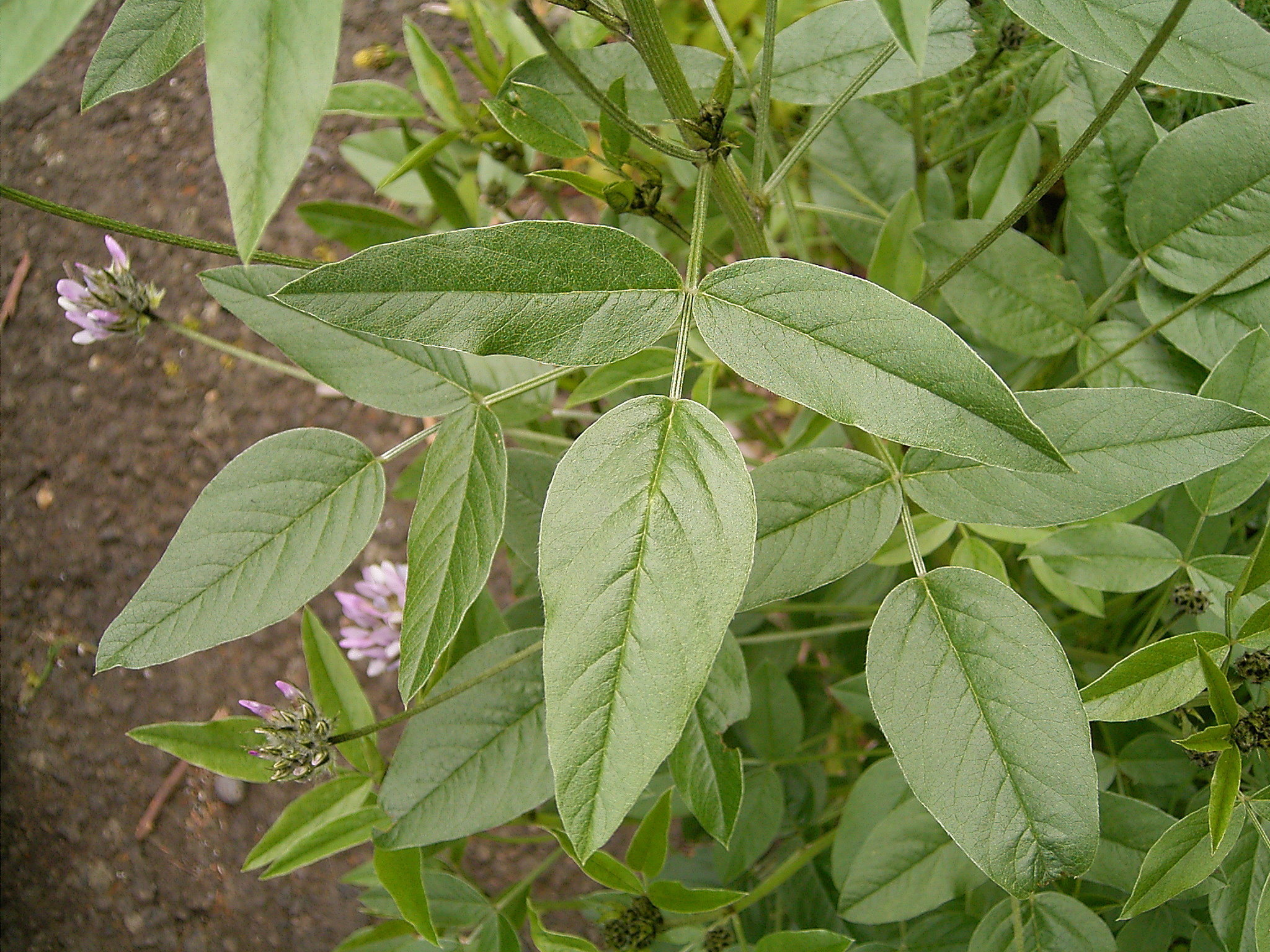
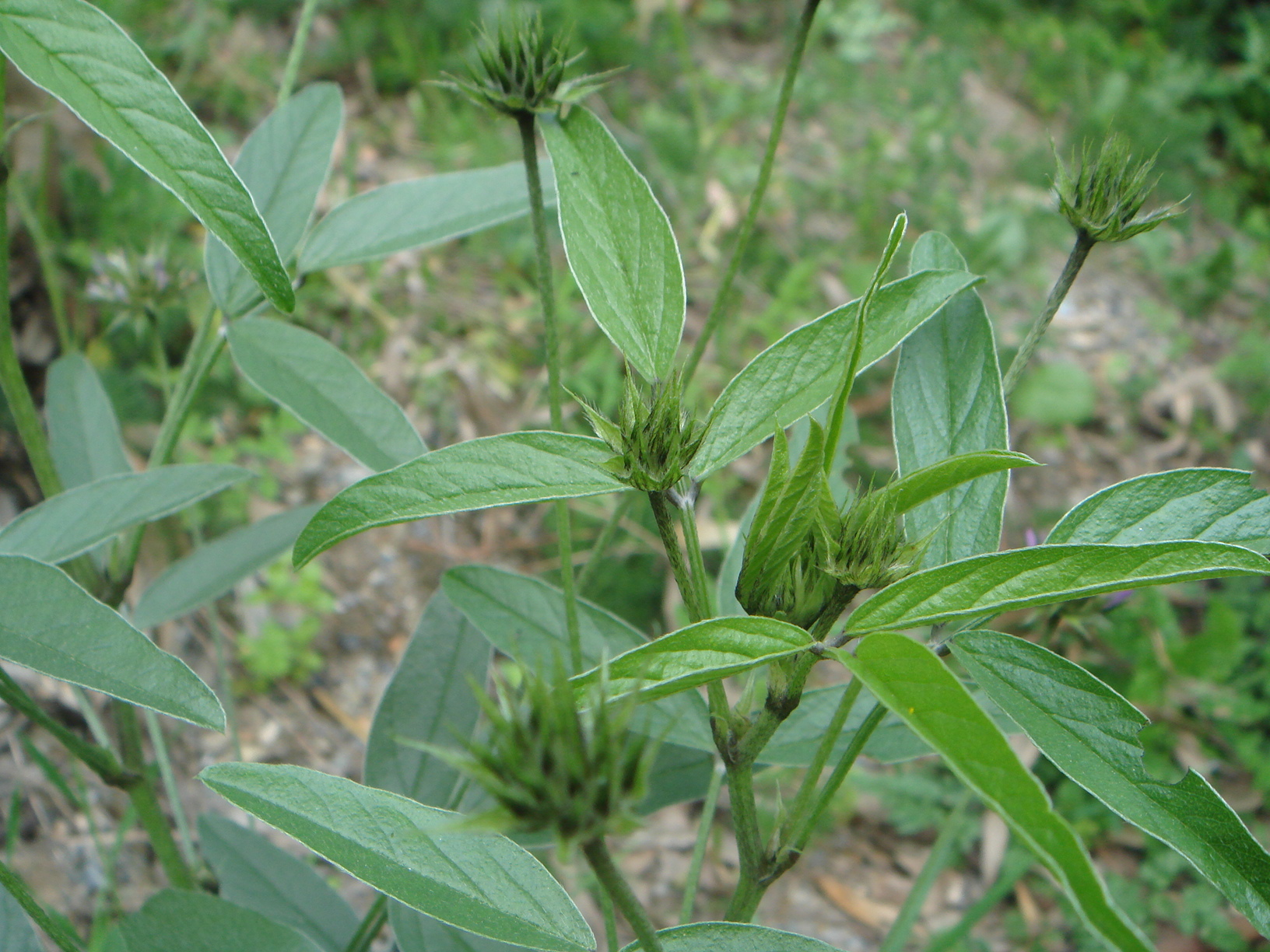
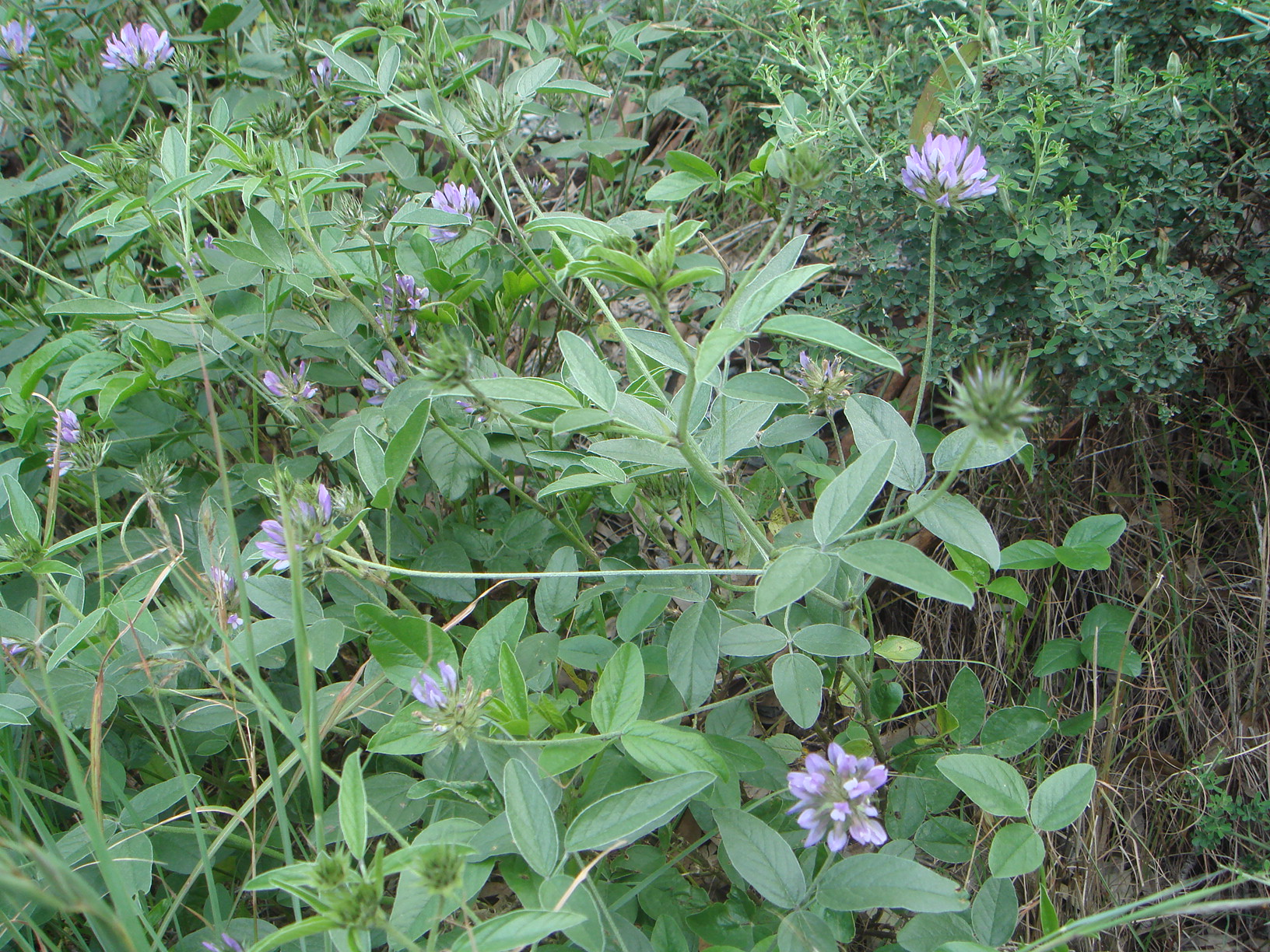
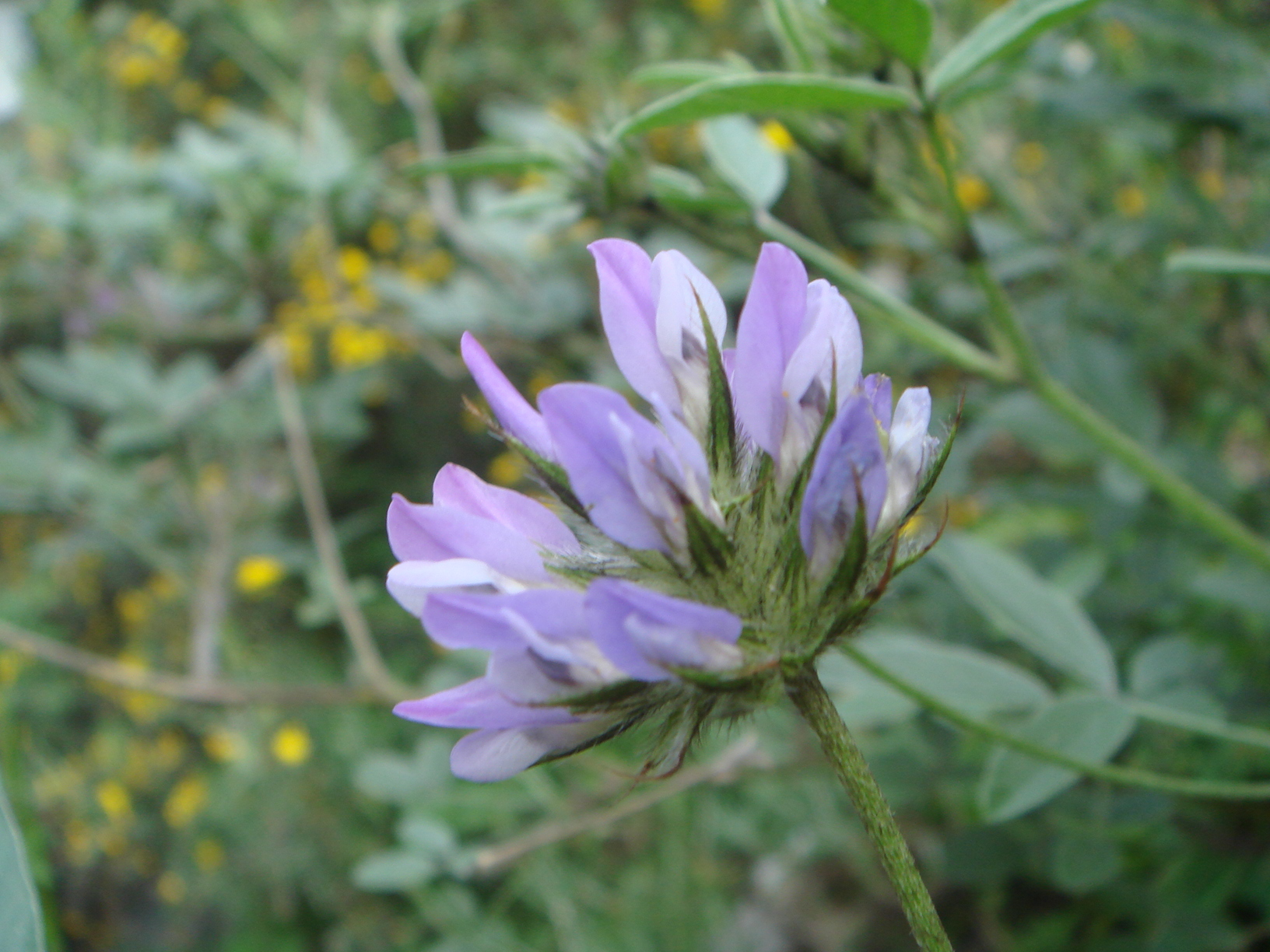